# Херберт фон Петерсдорф
Херберт фон Петерсдорф (Берлин, 21. март 1881 — Дармштат 5. јул 1964), био је немачки ватерполиста и пливач на прелазу из 19. у 20. век.
На Олимпијским играма 1900. у Паризу учествовао је у оба спорта. У пливању на 200 м слободно екипно, освојио је златну медаљу за екипу Немачке. У екипи су поред њега били Ернст Хопенберг, Макс Шене, Макс Хајнле и Јулиус Фреј. 
У ватерполу са екипом Берлиског пливачког клуба заузео је 5 место. 